# Magach
Magach (tiếng Hebrew: מגח,phiên âm La Tinh: MGH) là một loại xe tăng chiến đấu chủ lực (MBT) của Israel. Đây thực ra là tên của các phiên bản nâng cấp và cải tiến của M48 Patton (Magach 1,2,3,5) và M60 Patton (Magach 6,7) hoạt động trong Lực lượng phòng vệ Israel (IDF). Từ thập niên 1980 và 1990, Magach dần được thay thế bởi xe tăng Merkava với vai trò là xe tăng chiến đấu chủ lực trên tuyến đầu. Tuy nhiên phần nhiều các đơn vị tăng thiết giáp của Israel vẫn trang bị các xe tăng Magach và loại tăng này vẫn tiếp tục được nâng cấp cho đến cuối thập niên 1990. Magach vẫn được trang bị với vai trò là lực lượng dự bị. Từ năm 2006 trở đi, Merkava đã hoàn toàn thay thế Magach trong các đơn vị quân đội thường trực.

## Nguồn gốc tên gọi

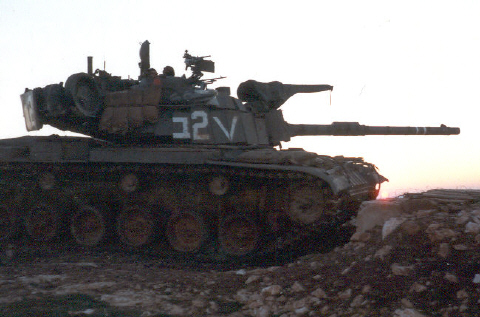
MGH 6M

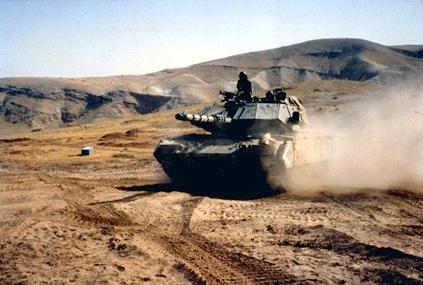
MGH 7

## Các phiên bản

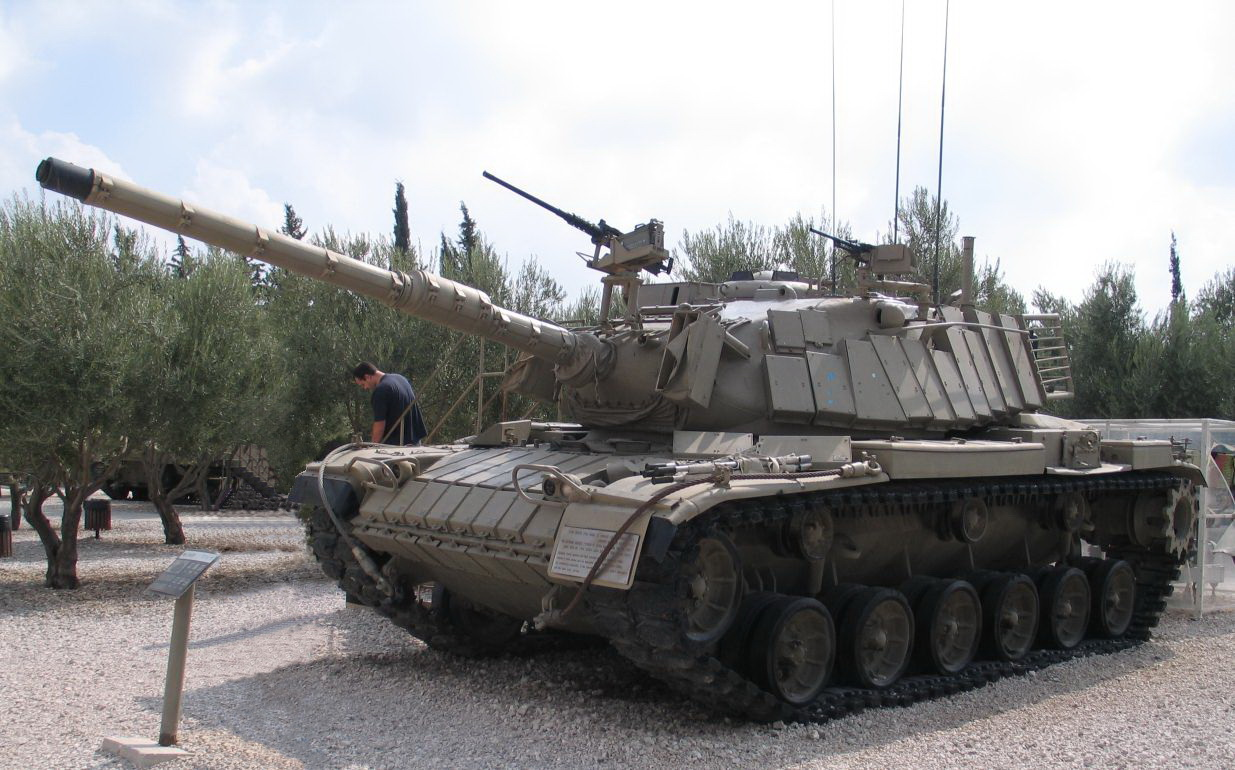
MGH 6B tại bảo tàng Yad la-Shiryon, Latrun.

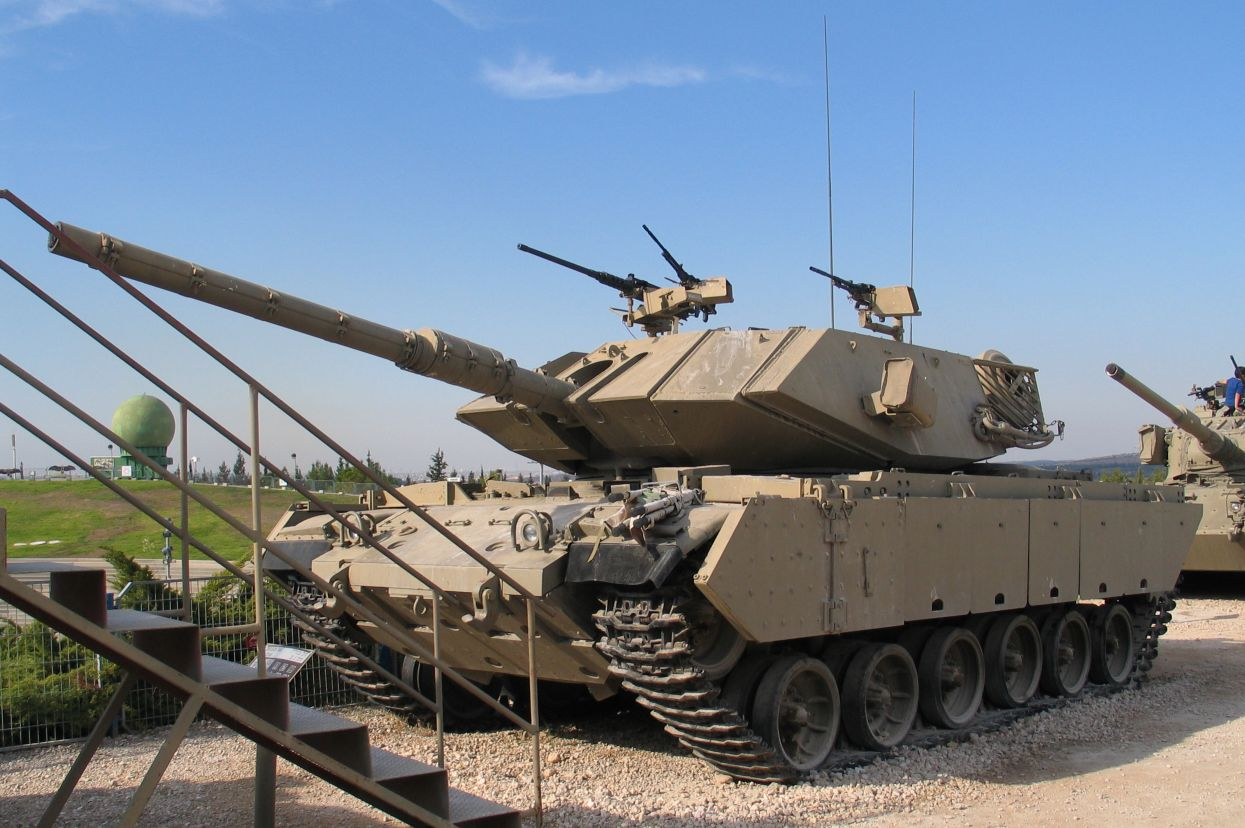
MGH 7C tại bảo tàng Yad la-Shiryon, Latrun.